# Gregopimpla parvata
Gregopimpla parvata là một loài tò vò trong họ Ichneumonidae.